# 熊谷卓三
熊谷 卓三（、1906年〈明治39年〉11月3日 - 没年不詳）は、日本の俳優。本名は熊谷 義一。旧芸名は熊谷 二良（くまがい じろう）。長野県出身。

## 人物・略歴
東宝の専属俳優で、ジャンルを問わず数多くの映画に出演しているが、特に本多猪四郎率いる本多組の常連で、一般、特撮作品合わせて20作以上に出演している。会社や防衛隊の重役、幹部役が多く、会議シーンでの出演頻度が高い。
東宝移籍前は、極東映画古市撮影所に所属。同社がピー・シー・エル映画製作所（後の東宝）に、合併されるのに伴い、極東キネマ脚本部勤務の妻・孝子（旧姓井上、幼少時は一時圭子と名乗っていた）とともに帰京し、東宝スタジオの演技課（孝子は厚生課）に所属することになる。
1963年までは熊谷 二良の名で活動していた。このころ以降からテレビドラマにも頻繁に出演している。
住まいは、撮影所から3分ほどの場所にあった、東宝の元独身寮・東宝荘。
厚生課へは、当時、円谷英二特技監督などもよく訪れて、一服しながら「今にすごいのをやるよ」と言っていたという。
既に故人であるが、没年と死因などは判明していない。

## 主な出演作品

### 映画
- 後藤又兵衛（1940年、極東キネマ） - 藤堂和泉守
- 翼の凱歌（1942年） - 通信兵
- 音楽大進軍（1943年） - 守衛
- 姿三四郎（1944年） - 修道館門弟[注釈 1]
- 銀嶺の果て（1947年） - 木こり[注釈 1]
- 第二の人生（1948年） - 社会実業家
- 斬られの仙太（1949年） - 喜造
- 四十八人目の男（1952年） - 吉良の侍
- 生きる（1952年） - 消防署員[注釈 1]
- 戦国無頼（1952年）
- 夫婦（1953年）
- 太平洋の鷲（1953年） - 機関参謀[6]
- 七人の侍（1954年） - 儀作の息子
- 晩菊（1954年）
- 幽霊男（1954年）
- 宮本武蔵シリーズ
  - 宮本武蔵（1954年） - 村人
  - 決闘巌流島（1956年）
- ゴジラシリーズ
  - ゴジラ（1954年） - 防衛次官[7][5][4][注釈 2][注釈 1]
  - ゴジラの逆襲（1955年） - 北海丸船長[8][4]
  - キングコング対ゴジラ（1962年） - 警察幹部[9][4]
  - モスラ対ゴジラ（1964年） - 漁民E[6]
  - 三大怪獣 地球最大の決戦（1964年） - 国務大臣[10][4]
  - 怪獣大戦争（1965年） - 移動司令官補[11][4]
  - 怪獣総進撃（1968年） - 司令部将校[4]、記者[4][注釈 1]
  - ゴジラ対メカゴジラ（1974年） - 海洋博工事現場作業員[4]
  - メカゴジラの逆襲（1975年） - 防衛隊幹部[4]
- 透明人間（1954年） - 塚田[12]
- 獣人雪男（1955年） - 警官[13]
- 生きものの記録（1955年） - 精神科看護士[注釈 1]
- 歌え!青春 はりきり娘（1955年） - 怪漢（警官）
- 吸血蛾（1956年） - 村上刑事
- 囚人船（1956年） - 海上刑務所看守長
- サザエさん（1956年） - 医者
- 空の大怪獣 ラドン（1956年） - メガヌロンに殺される巡査・田代[3][1]
- 柳生武芸帳（1957年） - 弓削三太夫
- あらくれ（1957年） - 職人
- 東北の神武たち（1957年） - 双児の父
- どん底（1957年） - 町人[注釈 1]
- 地球防衛軍（1957年） - 井藤一佐[14]
- わが胸に虹は消えず（1957年） - 医者
- 無法松の一生（1958年） - 人足乙
- 変身人間シリーズ
  - 美女と液体人間（1958年） - 作戦本部次長[15]
  - 電送人間（1960年） - 見物客の男[6]
  - ガス人間㐧1号（1960年） - 梶本[6]
  - マタンゴ（1963年） - 医師A[2][16]
- 大怪獣バラン（1958年） - 自衛隊幹部[17]
- 裸の大将（1958年） - 取り調べの巡査
- 隠し砦の三悪人（1958年） - 山名の足軽
- 社長シリーズ
  - 続・社長太平記（1959年）
  - 社長漫遊記（1963年）
- 鉄腕投手 稲尾物語（1959年） - 医師
- 上役・下役・ご同役（1959年） - 谷川勇作
- 宇宙大戦争（1959年） - 陸将[6]
- 日本誕生（1959年） - 大和国の民[18]
- ハワイ・ミッドウェイ大海空戦 太平洋の嵐（1960年） - 赤城の士官
- 悪い奴ほどよく眠る（1960年） - 結婚式の来賓
- サラリーマン御意見帖 出世無用（1960年） - 小野常務
- ふんどし医者（1960年） - 官員
- 女が階段を上る時（1960年） - バーの客
- 八百屋お七 江戸祭り一番娘（1960年） - 番頭喜助
- 背広三四郎シリーズ - 校長先生
  - 花のセールスマン 背広三四郎（1960年）
  - 背広三四郎 男は度胸（1961年）
  - 背広三四郎 花の一本背負い（1961年）
- 大坂城物語（1961年）
- 新入社員十番勝負（1961年） - 購買係
- 用心棒（1961年） - 清兵衛の子分
- 紅の海（1961年） - 沖仲士組合の男
- 世界大戦争（1961年） - 厚生大臣[19]
- 妖星ゴラス（1962年） - 閣僚[20]
- 椿三十郎（1962年） - 侍
- 箱根山（1962年） - 工藤経信
- 天国と地獄（1963年） - 刑事[注釈 1]
- 青島要塞爆撃命令（1963年） - 艦隊参謀
- 海底軍艦（1963年） - 防衛庁幹部F[21]
- クレージー映画
  - 香港クレージー作戦（1963年） - 日本酒メーカー社長
  - 無責任遊侠伝（1964年） - 結婚式の来賓
  - ホラ吹き太閤記（1964年） - 棟梁
  - クレージーだよ奇想天外（1966年） - 大聖グループ重役
  - 日本一の男の中の男（1967年） - 世界ストッキング重役[注釈 1]
  - 日本一の裏切り男（1968年） - 代議士
  - クレージーの大爆発（1969年） - 内閣幹部
- 宇宙大怪獣ドゴラ（1964年） - 防衛隊幹部[22]
- 太平洋奇跡の作戦 キスカ（1965年） - 軍令部参謀
- けものみち（1965年） - 高速路面公団幹部
- フランケンシュタインの怪獣 サンダ対ガイラ（1966年） - 自衛隊幹部[23]
- 8.15シリーズ
  - 連合艦隊司令長官 山本五十六（1968年） - 軍令部参謀[注釈 1]
  - 日本海大海戦（1969年） - 大臣[注釈 1]
- 真剣勝負（1971年） - 吉岡源右衛門
- 日本沈没（1973年） - 防災センター所長
- 華麗なるΧ一族（1974年） - 阪神特殊鋼役員
- ノストラダムスの大予言（1974年） - 環境庁会議室の役人[注釈 1]
- 野獣死すべし 復讐のメカニック（1974年） - 島村甲介
- 火の鳥（1978年） - ヤマタイ国の民衆
- ブルークリスマス（1978年） - 屋台で撃たれる男

### テレビ
- ウルトラシリーズ
  - ウルトラQ 第8話「甘い蜜の恐怖」（1966年） - 対策本部指令
  - ウルトラマン 第9話「電光石火作戦」（1966年） - 警察署長
  - 帰ってきたウルトラマン 第14話「二大怪獣の恐怖 東京大龍巻」（1971年） - 地球防衛庁参謀[注釈 1]
- ワイルド7 第24話「バラの弾痕」（1973年） - 重役
- 鞍馬天狗 第19回「世直しまさかり組」（1974年） - 商人
- 大江戸捜査網
  - 第256話「明日なき命の代償」（1976年）
  - 第386話「幼女が裁いた赤い罠」（1979年）
  - 第556話「井戸掘り異聞 殺しの水脈」（1982年）
- 若さま侍捕物帳 第18話「参上!! 悪女狩り」（1978年）
- 西遊記 第7話「火照り妖怪の子守唄」（1978年）
- 俺たちは天使だ! 第13話「運が悪けりゃ死刑台」（1979年）
- 江戸シリーズ
  - 同心部屋御用帳 江戸の旋風IV 第17話「若い狼たち」（1979年）
  - 江戸の渦潮（1978年）
    - 第10話「五年目の対決」
    - 第21話「まじめ同心泣き笑い」

  - 江戸の激斗 第8話
  - 新・江戸の旋風 第2話「山吹色は悪の色」（1980年） - 源七
  - 江戸の朝焼け（1980年）
- そば屋梅吉捕物帳 第22話「冥土へ走る黄金船」（1980年） - 河内屋
- ザ・ハングマンシリーズ
  - ザ・ハングマン 第18話「大統領の隠し娘」（1981年）
  - 新ハングマン 第10話「新人女優に泥をぬる芸能学院女帝」（1984年）
- 火曜サスペンス劇場「球形の荒野」（1981年）
- 闇を斬れ 第20話「本日鬼退治にて候」（1981年） - 老中
- 素浪人罷り通る 第6弾「素浪人罷り通る 矢立峠に裏切りを見た」（1983年）
- 江戸を斬るIV 第17話「瑠璃玉の復讐」 - 外国（清）からの使節
- 新五捕物帳 第168話「七化けのおぎん」（1982年）
- 同心暁蘭之介（1981年）
- 時代劇スペシャル （CX）
  - 「仕掛人・藤枝梅安 梅安蟻地獄」（1982年1月22日） - 小村万右衛門
  - 「傘次郎新子・夫婦十手〜豪商六人衆連続殺人事件」（1982年6月4日） - 良伯
- 右門捕物帖 第4話「母子草の唄」（1982年、NTV）